# Patriarca d'Antioquia
El patriarca d'Antioquia és el nom tradicional donat al bisbe d'Antioquia. El bisbat d'Antioquia, avui Antioquia, a la moderna Turquia, fou una de les primeres seus del cristianisme; els bisbes van adoptar el nom de patriarca d'Antioquia i la seu la de Patriarcat d'Antioquia. Encara que avui dia cap dels que porten el títol de patriarca d'Antioquia resideix en aquesta ciutat, el nom s'ha mantingut pel prestigi tradicional.
Donada la divisió de les esglésies cristianes a la regió, porten aquest títol els següents eclesiàstics:
- El patriarca d'Antioquia i de tot l'Orient, cap de l'Església Maronita, amb seu a Bekoš, al Líban.
- El patriarca d'Antioquia i de tot l'Orient, cap de l'Església Catòlica Siríaca, amb seu a Beirut, al Líban.
- El patriarca d'Antioquia i de tot l'Orient, cap de l'Església Ortodoxa Siríaca, amb seu a Damasc, a Síria.
- El patriarca d'Antioquia i de tot l'Orient, cap de l'Església Grega Ortodoxa, amb seu a Damasc, a Síria.
- El patriarca d'Antioquia i de tot l'Orient, d'Alexandria i de Jerusalem dels Melquites, cap de l'Església Catòlica Melquita, amb seu a Damasc, a Síria.

Va existir també un Patriarcat Llati d'Antioquia, creat el 1119, però la jurisdicció i el càrrec de patriarca llatí d'Antioquia foren suprimides el 1964.